# Брусиловський Сергій Олексійович
Сергій Олексійович Брусиловський (нар. 17 липня 1923, Актюбінськ — пом. 2005) — радянський вчений в галузі виробництва шампанського. Професор з 1973 року.

## Біографія
Народився 17 липня 1923 року місті Актюбінську (нині Актобе, Казахстан). Брав участь у Другій світовій війні з 1941 року. Мав поранення. Член ВКП(б) з 1945 року.
1950 року закінчив Московський технологічний інститут харчової промисловості за фахом «Технологія виноробства». Розподілився на Ленінградський завод шампанських вин, де працював інженером-технологом близько двох років. З 1952 року і до пенсії у 2001 році працював на Московському експериментальному заводі шампанських вин. З 1960 року — його директор. У 1997 році брав участь у створенні Московської ліги виноробів, а потім і в її роботі. Був кандидатом технічних наук і професором Московського технологічного інституту харчової промисловості, читав лекції і у Всесоюзному заочному інституті харчової промисловості.
Жив в Москві на вулиці Артеківській, будинок 2. Помер у 2005 році.

## Наукова діяльність
Автор понад 60 наукових робіт, 14 винаходів і патентів. Серед робіт:
- «Производство Советского шампанского непрерывным способом». — Москва, 1977 (у співавторстві з Наскідом Сарішвілі).
- «О способах осуществления вторичного брожения в производстве шампанского». — «Виноделие и виноградарство СССР», 1979, № 7.

## Нагороди
- Ленінська премія за 1961 рік;
- Нагороджений двома орденами Трудового Червоного Прапора, двома орденами Вітчизняної війни 2-го ступеня (22 травня 1945 року і 6 квітня 1985 року[1]), орденом «Знак Пошани».